# Streptosyllis magnapalpa
Streptosyllis magnapalpa är en ringmaskart som beskrevs av Hartmann-Schröder 1981. Streptosyllis magnapalpa ingår i släktet Streptosyllis och familjen Syllidae. Inga underarter finns listade i Catalogue of Life.